# Mageia
Mageia è una distribuzione GNU/Linux derivata da Mandriva Linux ed è l'associazione senza scopo di lucro che ne cura lo sviluppo e la diffusione.
Il termine "mageia", — μαγεία in greco — significa "magia", fa riferimento alla distribuzione Mandrake che portava il nome dell'omonimo mago, poi ribattezzata Mandriva, di cui Mageia è un fork
.

## Storia
L'annuncio dell'avvio del progetto è stato dato il 18 settembre 2010 da un gruppo di sviluppatori ex-dipendenti della società Edge-IT, liquidata in seguito ai problemi finanziari della società Mandriva SA.
La decisione venne presa dal gruppo di sviluppatori e collaboratori per fare in modo che "lo sviluppo non dipendesse dalle decisioni e dalle sorti finanziarie di una qualunque società" ma fosse "guidato dalla comunità".

## Caratteristiche
Lo scopo del progetto è di fare un fork della distribuzione linux Mandriva e da lì creare una nuova distribuzione, orientata all'utente e con un'interfaccia ben integrata col sistema di base. È scaricabile gratuitamente e disponibile con diversi Desktop environment tra cui KDE, GNOME, Xfce e LXDE. Ciclo di vita: i rilasci di Mageia sono supportati per almeno 18 mesi oppure un minimo di 3 mesi in più dopo il successivo rilascio, dipende da quale dei due è più lungo. 
Viene rilasciata in versione CD-Live o DVD sia per architetture X86 che x86-64, ed offre il supporto per moltissime lingue, inclusa quella italiana, da selezionare durante l'installazione. Abbiamo inoltre il Mageia Control Center (drakconf), uno strumento dedicato agli utenti meno esperti, che consente di gestire in profondità tutti gli aspetti del sistema operativo.
Ulteriore software può essere installato dai repository su internet con il gestore dei pacchetti (rpmdrake). Ecco una panoramica di tali archivi:
Core: Il repository Core include pacchetti con free-software open-source, vale a dire pacchetti sotto una licenza open-source, l'insieme dei "Core" media oltre a "Release Core" e "Aggiornamenti Core" sono disponibili per impostazione predefinita.
Nonfree: Il repository nonfree include i pacchetti che sono free, cioè Mageia può ridistribuirli, ma contengono software closed-source (da qui il nome - nonfree). Per esempio questo repository include i driver proprietari ATI/AMD e nVidia delle schede grafiche, firmware per varie schede WiFi, ecc. Il set nonfree viene aggiunto per impostazione predefinita, ma non abilitato di default.
Tainted: Il repository Tainted include i pacchetti rilasciati sotto una licenza non libera. I principali criteri per l'immissione di pacchetti in questo repository è che possono violare brevetti e le leggi sul diritto d'autore in alcuni paesi, ad esempio codec multimediali necessari per riprodurre file audio / video, pacchetti necessari per riprodurre DVD video commerciali ecc.
Il set Tainted viene aggiunto per impostazione predefinita, ma non abilitato di default, cioè è completamente opt-in, in modo da controllare le leggi locali prima di utilizzare i pacchetti da questo repository.